# كي ساتو
كي ساتو (باليابانية: 佐藤慶؛ بالكانا: さとう けい) هو ممثل ياباني، ولد في 21 ديسمبر 1928 في أيزواكاماتسو في اليابان، وتوفي في 2 مايو 2010 في سيتاغايا في اليابان.

## أعمال

### أفلام
- هاراكيري (1962)
- اونيبابا (1964)
- كوايدان (1964)
- سيف الموت (1966)

## وصلات خارجية
- كي ساتو على موقع IMDb (الإنجليزية)
- كي ساتو على موقع ألو سيني (الفرنسية)
- كي ساتو على موقع أول موفي (الإنجليزية)
- كي ساتو على موقع قاعدة بيانات الأفلام السويدية (السويدية)
- كي ساتو على موقع قاعدة بيانات الفيلم (الإنجليزية)
- كي ساتو على موقع كينوبويسك (الروسية)